# Rafael Torija
Rafael Torija de la Fuente (Noez, Toledo, 18 de marzo de 1927-Ciudad Real, 2 de marzo de 2019), fue un sacerdote católico español, obispo auxiliar de Santander entre 1969 y 1976, décimo obispo-prior de las órdenes militares desde 1976 y, por una mera cuestión formal, primer obispo de Ciudad Real con dicho título desde 1980 hasta 2003.

## Biografía

### Formación y ordenación sacerdotal
Estudió en el Seminario de Toledo y en la Pontificia Universidad Gregoriana de Roma, donde se licenció en Teología y en Ciencias Sociales.
El 7 de junio de 1952 fue ordenado sacerdote por el arzobispo de Toledo, Enrique Plá y Deniel.

### Obispo: auxiliar de Santander y obispo del Priorato (Ciudad Real)
Estuvo al servicio de la archidiócesis de Toledo hasta que fue nombrado obispo auxiliar de Santander el 4 de noviembre de 1969. Fue consagrado obispo titular de Ursona el 14 de diciembre del mismo año por el cardenal Vicente Enrique y Tarancón. Entre 1971 y 1976 fue también obispo consiliario de Acción Católica.
El 2 de octubre de 1976, tras la renuncia de Juan Hervás y Benet, Pablo VI lo nombró obispo del Priorato, futura diócesis de Ciudad Real. Tomó posesión el 6 de noviembre del mismo año. El 4 de febrero de 1980, al elevar a diócesis la Prelatura Cluniense, fue desvinculado de la Iglesia titular de Dora y nombrado obispo residencial de Ciudad Real. Conservó el título de prior de las Órdenes Militares, unido en adelante al de obispo de Ciudad Real.

### Cargos en la CEE
A lo largo de su actividad pastoral desempeñó diversos puestos en la Conferencia Episcopal Española: miembro de la Comisión Episcopal de Apostolado Seglar (1972-1981 y 1984-1987); miembro de la Comisión Episcopal de Acción Caritativa (1972-1978; miembro de la Comisión Episcopal de Obispos y Superiores Mayores (1978-1981); miembro de la Comisión Episcopal de Clero (1984-1993); y miembro de la Comisión Episcopal de Seminarios y Universidades (1993-2008).
Presidió la Comisión Episcopal de Apostolado Seglar (1981-1984) y la Comisión Episcopal de Seminarios y Universidades (1993-1999).

### Últimos años
El 20 de marzo de 2003, Juan Pablo II aceptó su renuncia por alcanzar la edad de jubilación, siendo sucedido por Antonio Ángel Algora Hernando.
Falleció la madrugada del 2 de marzo de 2019 a los 91 años de edad. El día 4 del mismo mes fue sepultado en la Catedral de Ciudad Real. Tiene una calle dedicada en Ciudad Real.